# جف بل
جفری لانگلی بل (به انگلیسی: Jeffrey Langley Bell؛ ۱۳ دسامبر ۱۹۴۳ – ۱۰ فوریهٔ ۲۰۱۸) سیاستمدار حزب جمهوری‌خواه، مشاور سیاسی، مؤلف و سخنرانی‌نویس ریاست جمهوری اهل ایالات متحده آمریکا بود. وی نامزد جمهوری‌خواه در انتخابات سال ۱۹۷۸ میلادی مجلس سنای ایالات متحده از نیوجرسی، نامزد جمهوری‌خواه برای مجلس سنای ایالات متحده در سال ۱۹۸۲ میلادی و نامزد جمهوری‌خواه در مقابل متصدی دموکرات کوری بوکر در انتخابات سال ۲۰۱۴ میلادی مجلس سنای ایالات متحده بود.

## اوایل زندگی و تحصیلات
بل در واشینگتن دی. سی بدنیا آمد، در سال ۱۹۶۵ میلادی از دانشگاه کلمبیا در شهر نیویورک فارغ‌التحصیل گردید و یکی از کهنه‌سربازان حمله عید تت در جنگ ویتنام بود.

## کارهای آکادمیک و مشورتی
بل رئیس پیشین انستیتوی منهتن بوده و به عنوان عضو مؤسسه سیاست هاروارد در دانشگاه هاروارد؛ به عنوان استاد مهمان در مؤسسه سیاست ایگلتون در دانشگاه راتگرز؛ و به عنوان عضو دی‌ویت الاز در حوزه ارتباطات در مؤسسه امریکن انترپرایز در واشینگتن خدمت کرد. در تازه‌ترین مورد، وی در هیئت مدیره اتحادیه محافظه‌کاران آمریکایی و مؤسسه مالی کمپین در دانشگاه جرج واشینگتن خدمت نمود. بل در مرکز اخلاقیات و سیاست عمومی نیز دانشمند مهمان بود.
بل از سال ۱۹۸۸ تا ۲۰۰۰ میلادی به عنوان رئیس کانون لهرمان بل مولر که یک شرکت پیشبینی اقتصادی و سیاسی واقع در آرلینگتون، ویرجینیا است، مشغول خدمت بود. بل از سال ۲۰۰۰ تا ۲۰۱۲ میلادی رئیس بنگاه امور عامه بنام کپیتال سیتی پارتنرز بود. در قرارداد این بنگاه با وزارت بهداشت و خدمات انسانی ایالات متحده مبنی بر آگاهی‌دهی بیشتر در مورد قاچاق انسان در ایالات متحده شرکت نمود. بل از سال ۲۰۱۰ تا ۲۰۱۴ میلادی رئیس سیاست‌گذاری مؤسسه دادخواهی واقع در واشینگتن بنام امریکن پرنسیپلز پروجکت (APP) بود. وی ریاست پروژه «طلا پول است» در مؤسسه APP را برعهده داشت، پروژه‌ای که برای بازگرداندن استاندارد طلا در ایالات متحده دادخواهی می‌نماید.

## حرفهٔ سیاسی

### اوایل حرفه
بل به عنوان دستیار دو رئیس‌جمهور ایالات متحده ریچارد نیکسون و رونالد ریگان و عضو کنگرهٔ ایالات متحده جک کمپ اهل نیویورک، خدمت کرد.
در انتخابات ریاست جمهوری سال ۱۹۶۸ میلادی، بل در ستاد انتخاباتی ریاست جمهوری ریچارد نیکسون کار می‌کرد. پس از انتخابات مقدماتی کالیفرنیا، در شامگاهی که جان اف. کندی ترور شد، بل اتفاقاً تنها کارمند در مقر ستاد انتخاباتی نیکسون بود که از این مسئله آگاه شد، وی بلافاصله به کارکنان ارشد معاون رئیس‌جمهور وقت تماس گرفته و آنها را از تیر خوردن سناتور کندی مطلع نمود.

### سخنرانی «۹۰ میلیارد دلاری» ریگان
در سال ۱۹۷۵ میلادی، بل مسئولیت نوشتن سخنرانی را داشت که قرار بود توسط رونالد ریگان در جریان پیکار انتخاباتی مقابل رئیس‌جمهور جرالد فورد، در انتخابات ریاست جمهوری مقدماتی جمهوری‌خواهان ایراد گردد. در این سخنرانی، ریگان «انتقال سیستماتیک صلاحیت و منابع را به ایالت‌ها پیشنهاد کرد – یک برنامه فدرالیسم خلاق برای قرن سوم ایالات متحده آمریکا. روشن است که مقامات فدرال در انجام این وظیفه ناکام بوده‌اند. اداره فدرال در واقع مشکلات بیشتری خلق نموده‌اند، مثلاً در بخش‌های رفاه، آموزش، خانه‌سازی، یارانه‌های غذایی، یارانه‌های پزشکی، توسعه اجتماعی و دینی و تقسیم عواید. پول دخیل در این برنامه و صرفه‌جویی بالقوه مالیه‌دهندگان به مراتب بزرگتر است. در مقایسه با سطح هزینه‌های مالی سال ۱۹۷۵ میلادی، انتقال صلاحیت به‌طور کلی یا به گونه‌ای در این حوزه‌ها هزینهٔ حکومت فدرال را تا ۹۰ میلیارد دلار کاهش خواهد داد. با این چنین صرفه‌جویی، برقراری تراز در بودجه فدرال، پرداخت اولیه ۵ میلیارد دیون ملی و کاهش درآمد بر مالیات شخصی هر آمریکایی تا ۲۳ درصد، ممکن خواهد شد».
این سخنرانی به این هدف توسط بل نوشته شده بود تا یک حاشیهٔ فیلسوفانه به ریگان نسبت به رئیس‌جمهور فورد فراهم کند. با این وجود، ستاد انتخاباتی فورد از این سخنرانی به عنوان مدرکی برای این استدلال استفاده نمودند که ایالت‌های مانند نیوهمپشایر که هیچ نوع مالیات بر فروش یا مالیات بر درآمد پرداخت نمی‌کنند، در این صورت باید وجوه یا برنامه‌های مالی خود را بسازند. ریگان انتخابات مقدماتی نیوهمپشایر را به جرالد فورد باخت و برخی‌های این سیاست بل را دلیل آن پنداشتند.

### انتخابات ۱۹۷۸ مجلس سنای ایالات متحده
در سال ۱۹۷۸ میلادی، بل سناتور لیبرال جمهوری‌خواه کلیفورد پی. کیز که قبلاً چهار دوره سناتور بود را، در انتخابات مقدماتی نیوجرسی به چالش کشید. بل توانست کیز را در یک رقابت جذاب در ۶ ژوئن ۱۹۷۸ شکست دهد، همان روزی که پیشنهاد ۱۳ که بر پایه کاهش نرخ مالیات استوار بوده و نشانه‌ای از قانون کاهش مالیات سال ۱۹۸۱ میلادی بود، در مجلس کالیفرنیا (شورش‌های مالیاتی ساحل غربی و شرقی) تصویب گردید. بل انتخابات سراسری را، با حاشیه ۵۵٪ در مقابل ۴۳٪، به دموکرات بل برادلی واگذار کرد. پس از آخرین باری که کیز در سال ۱۹۷۲ میلادی در انتخابات مجلس سنای نیوجرسی برنده شد، هیچ جمهوری‌خواه دیگر در مجلس سنا انتخاب نشده‌است.

### تبلیغات تلویزیونی ۱۹۸۰ ریگان
در سال ۱۹۸۰ میلادی، بل تبلیغات تلویزیونی را به‌طور مشترک نوشته و تولید نمود که توسط ستاد انتخاباتی ریاست جمهوری رونالد ریگان در انتخابات‌های مقدماتی نیوهمپشایر و پس از آن مورد استفاده قرار گرفت. این تبلیغات که بر سیاست ریگان برای مبارزه با تورم از طریق کاهش مالیات متمرکز بود، تأثیر بسزای در افزایش شهرت ریگان در انتخابات‌های مقدماتی داشت.
در انقلاب ریگان (رولند ایوانز و رابرت نواک، سال ۱۹۸۱ میلادی، تأثیرگذاری این تبلیغات چنین بیان گردید:
| « | اگر گفته شود که تبلیغات تلویزیونی کرسون-بل… برای حل مسائل ابتدائی سیاسی و ایدولوژیکی ریگان اجتناب ناپذیر بود – راه‌حلی که وی بخاطر برنده شدن در انتخابات ریاست جمهوری به آنها نیاز داشت –، اصلاً اغراق نخواهد بود. | » |

### انتخابات ۱۹۸۲ مجلس سنای ایالات متحده
سناتور دموکرات هریسون ای. ویلیامز پس از اینکه بخاطر رشوه گرفتن، به عنوان بخشی از عملیات استینگ آبسکام (Abscam)، مجرم شناخته شد، در سال ۱۹۸۲ میلادی از مجلس سنا استعفا داد. فرماندار جمهوری‌خواه، توماس کین، نیکولاس اف. برادی را تا زمان برگزاری انتخابات ویژه به عنوان جانشین وی گماشت.
بل تصمیم گرفت تا دوباره در انتخابات شرکت کند، اما در انتخابات مقدماتی جمهوری‌خواهان توسط جمهوری‌خواه میانه‌رو و عضو کنگره میلیسینت فنویک شکست داده شد. پس از آن، فنویک با تفاوت اندک توسط نامزد دموکرات فرانک لوتنبرگ در نوامبر مغلوب گردید.

### سایر فعالیت‌های سیاسی
بل در ۱۹۸۰ میلادی از سوی ریگان به عنوان نمایندهٔ نیوجرسی در کنوانسیون ملی جمهوری‌خواه انتخاب گردید. بل به عنوان نایب رئیس گروه طرفدار ریگان موسوم به شهروندان برای ایالات متحده آمریکا، به‌طور فعالانه در تصویب قانون اصلاحات مالیات سال ۱۹۸۶ میلادی دخیل بود. علاوه بر شرکت در ستاد انتخاباتی ریگان در سال ۱۹۸۰ میلادی، بل همچنین عضو کارمندان ملی ستاد انتخاباتی ریچارد نیکسون در سال ۱۹۶۸ میلادی و ستاد انتخاباتی ریگان در سال ۱۹۷۶ میلادی بود. در سال ۱۹۸۸ میلادی، بل به عنوان هماهنگ‌کننده ملی ستاد انتخاباتی کمپ برای انتخابات ریاست جمهوری خدمت نموده و در سال ۲۰۰۰ میلادی به عنوان مشاور ارشد ستاد انتخاباتی ریاست جمهوری کوتاه-مدت گری باور خدمت کرد.

### نامزدی در انتخابات ۲۰۱۴ مجلس سنای ایالات متحده
در فوریهٔ سال ۲۰۱۴، بل خانه‌ای در لئونیا، نیوجرسی اجاره نموده و اعلام نمود که به عنوان نامزد جمهوری‌خواه در مقابل متصدی دموکرات سناتور کوری بوکر وارد انتخابات خواهد شد؛ وعده‌های انتخاباتی وی بر محور مخالفت با فدرال رزرو و مسائل مردم-باورانه استوار بود. وی از میان چهار نامزد جمهوری‌خواه توانست در ۳ ژوئن در انتخابات مقدماتی برنده شده و نامزدی خود را تضمین نماید. برخی از وعده‌های انتخاباتی وی بازگرداندن شکوفایی به زندگی طبقه متوسط از طریق اعاده ارزش دلار و نه ارزش طلا، بود. فراهم نمودن آموزشی که کودکان مستحق آن هستند و ترویج مهاجرت قانونی. جف بل با کسب ۴۲٫۴٪ آرا این انتخابات را به کوری بوکر که ۵۵٫۸٪ آرا را کسب نموده بود باخت، تقریباً همان درصدی که بل-برادلی ۳۶ سال قبل در انتخابات مجلس سنا در ۱۹۷۸ میلادی کسب نموده بودند. از نظر تعداد رأی همگانی، کوری بوکر به تعداد ۱٬۰۱۶٬۲۰۴ رأی و جف بل به تعداد ۷۷۲٬۹۹۱ رأی بدست آورده بودند.

## زندگی شخصی و مرگ
بل در ۱۹۸۳ میلادی با روسالی او کونیل ازدواج نموده و چهار فرزند داشتند. هنگام مرگ خود، وی در آناندیل ویرجینیا زندگی می‌کرد. بل در تاریخ ۱۰ فوریهٔ ۲۰۱۸ در سن ۷۴ سالگی بر اثر ایست قلبی درگذشت.